# Vidua codringtoni
Vidua codringtoni е вид птица от семейство Viduidae.

## Разпространение
Видът е разпространен в Замбия, Зимбабве, Малави и Танзания.